# Shinji Jōjō
Shinji Jōjō (jap. 城定 信次, Jōjō Shinji; * 28. August 1977 in der Präfektur Tokio) ist ein ehemaliger japanischer Fußballspieler.

## Laufbahn
Shinji Jōjō spielte in der Mannschaft der Mittelschule Harayama in Inzai und wechselte dann zur Oberschule Funabashi, die bereits eine Vielzahl an Profifußballern hervorgebracht hat. Nach seinem Schulabschluss wurde er 1996 vom Erstligisten Urawa Red Diamonds verpflichtet, 2002 an Albirex Niigata ausgeliehen und wechselte 2004 zum Zweitligisten Shonan Bellmare, wo er 2006 seine Karriere beendete.
Mit der japanischen Nationalmannschaft qualifizierte er sich für die Junioren-Fußballweltmeisterschaft 1997. Zudem war er zeitweise Mitglied der Olympiaauswahl für die Sommerspiele von Sydney, konnte aber verletzungsbedingt nicht teilnehmen.

## Errungene Titel
- J. League Cup: 2003